# Joey Jacobs
Joey Jacobs (Purmerend, 10 aprile 2000) è un calciatore olandese, difensore dell'Almere City.

## Biografia
È il fratello di Jamie Jacobs, anch'egli calciatore professionista.

## Caratteristiche tecniche
È un difensore centrale che può essere altresì impiegato come terzino destro.

## Carriera

### Club
Prodotto del vivaio dell'AZ Alkmaar, non esordisce mai in prima squadra. L'11 gennaio 2022 firma un contratto di due anni e mezzo con l'Almere City.

### Nazionale
Vanta 5 presenze con le rappresentative giovanili olandesi dall'Under-15 all'Under-20.

## Statistiche
Statistiche aggiornate al 13 ottobre 2024.

### Presenze e reti nei club
| Stagione        | Squadra         | Campionato      | Campionato | Campionato | Coppe nazionali | Coppe nazionali | Coppe nazionali | Coppe continentali | Coppe continentali | Coppe continentali | Altre coppe | Altre coppe | Altre coppe | Totale | Totale | Totale |
| Stagione        | Squadra         | Comp            | Pres       | Reti       | Comp            | Pres            | Reti            | Comp               | Pres               | Reti               | Comp        | Pres        | Reti        | Pres   | Reti   |        |
| --------------- | --------------- | --------------- | ---------- | ---------- | --------------- | --------------- | --------------- | ------------------ | ------------------ | ------------------ | ----------- | ----------- | ----------- | ------ | ------ | ------ |
| gen-mag. 2022   | Almere City     | EED             | 17+4       | 0          | CO              | -               | -               |                    | -                  | -                  |             | -           | -           | 21     | 0      |        |
| 2022-2023       | Almere City     | EED             | 17         | 1          | CO              | 1               | 0               |                    | -                  | -                  |             | -           | -           | 18     | 1      |        |
| 2023-2024       | Almere City     | ED              | 23         | 2          | CO              | 3               | 0               |                    | -                  | -                  |             | -           | -           | 26     | 2      |        |
| 2024-2025       | Almere City     | ED              | 7          | 0          | CO              | 0               | 0               |                    | -                  | -                  |             | -           | -           | 7      | 0      |        |
| Totale carriera | Totale carriera | Totale carriera | 58         | 3          |                 | 4               | 0               |                    | -                  | -                  |             | -           | -           | 62     | 3      |        |